# Escut antic de Viu de Llevata
Antic escut municipal de Viu de Llevata, a l'Alta Ribagorça. Perdé vigència el 1970, amb la incorporació d'aquest antic terme municipal en el del Pont de Suert.

## Descripció heràldica
D'or, quatre pals vermells; en cap, el nom del poble.